# Watanabe Masanosuke

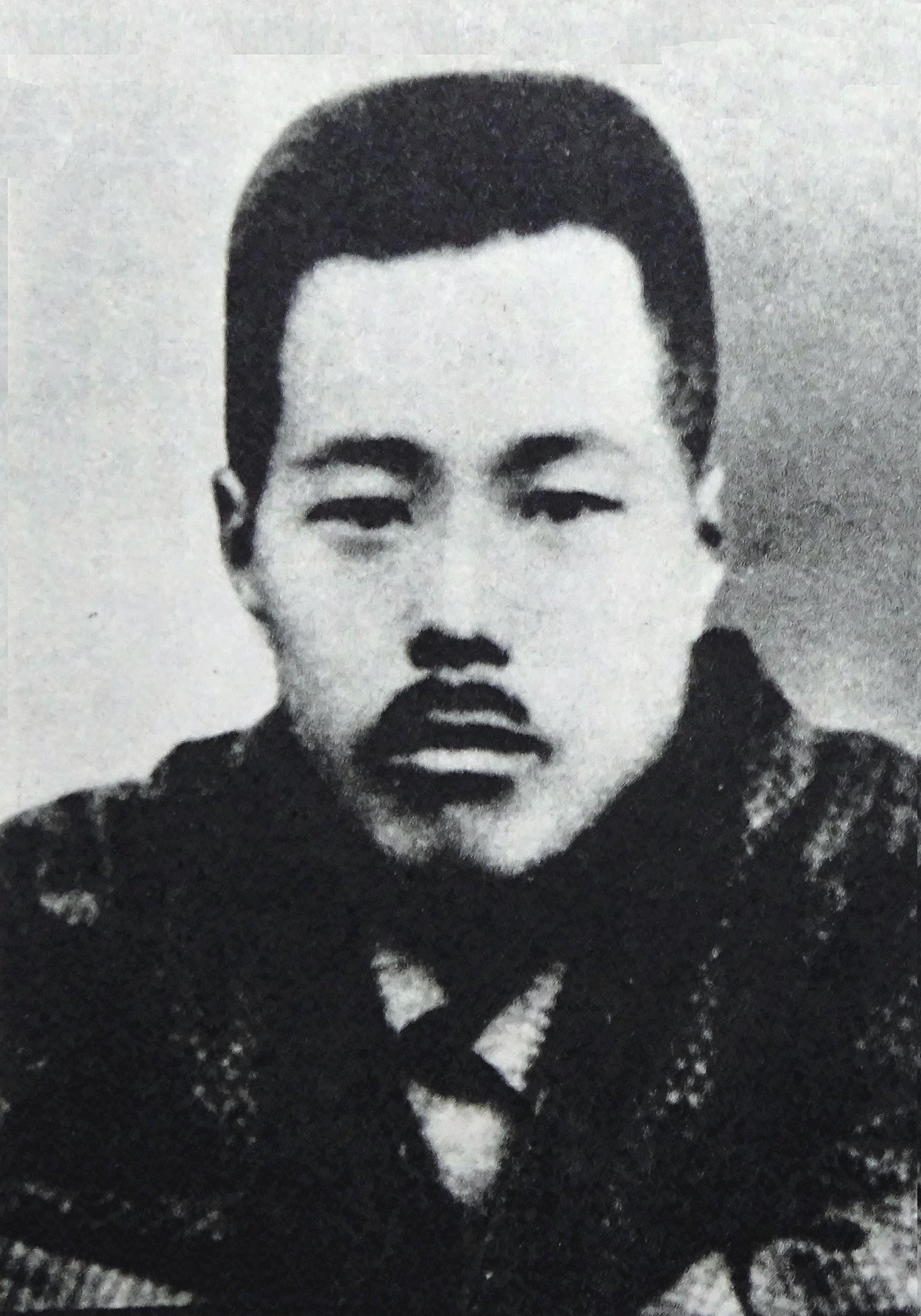
Watanabe Masanosuke

Watanabe Masanosuke (japanisch 渡辺 政之輔, kurz Watamasa (渡政) genannt; geboren 7. September 1899 in der Präfektur Chiba; gestorben 6. Oktober 1928) war ein japanischer Gewerkschafter und Politiker.

## Leben und Wirken
Watanabe Masanosuke hatte die Grundschule besucht und arbeitete dann in einer Zelluloidfabrik in Tokio. Während er dort arbeitete, kam er in Kontakt mit Mitgliedern der „Shinjinkai“ (新人会), der er sich 1919 anschloss und mit deren Hilfe er eine Betriebsgewerkschaft gründete. 1922 schloss er sich der gerade gegründeten Kommunistischen Partei Japans an. 1923 wurde er wegen seiner Aktivitäten festgenommen.
Nach seiner Freilassung 1924 widmete er sich wieder der Gewerkschaftsarbeit und heiratete Tanno Setsu (1902–1987), eine Gewerkschafterin. Nachdem er eine Zeitlang am Linken Flügel der „Nihon rōdō sōdōmei“ (日本労働総同盟), also des Dachverbandes der japanischen Gewerkschaften, gewirkt hatte, wurde er ausgeschlossen, da er zu radikal war. 1926 schloss er sich dem Zentralkomitee der Kommunistischen Partei an. Er ging dann 1927 nach Moskau und nahm an der Komintern-Tagung teil, wo er die Position Japans formulierte.
1928 konnte er sich einer Festnahme während der Säuberungsaktion vom 15. März entziehen. Im Herbst des Jahres beging er Suizid während des missglückten Versuches, der Polizei in Keelung, einer Stadt im Norden des damals japanischen Taiwan, zu entkommen.